# Fontanils
Fontanils  est une ancienne commune et un hameau aujourd'hui rattachée à Arles-sur-Tech, dans le département français des Pyrénées-Orientales.

## Géographie

### Localisation
Fontanils est située au sud d'Arles-sur-Tech.
Le territoire de la commune coupait Arles-sur-Tech en deux. Sa limite nord suivait la rive droite du Tech puis longeait la commune de Montferrer à l'ouest. Au sud-ouest, elle longeait les territoires isolés d'Arles-sur-Tech de Can Partera et du Pas du Loup. Au sud, elle bordait la commune de Saint-Laurent-de-Cerdans et à l'est celle de Montalba-d'Amélie, aujourd'hui rattachée à Amélie-les-Bains-Palalda.

### Hydrographie
Le Tech constituait la limite nord de la commune avec Arles-sur-Tech.

## Urbanisme

### Morphologie urbaine

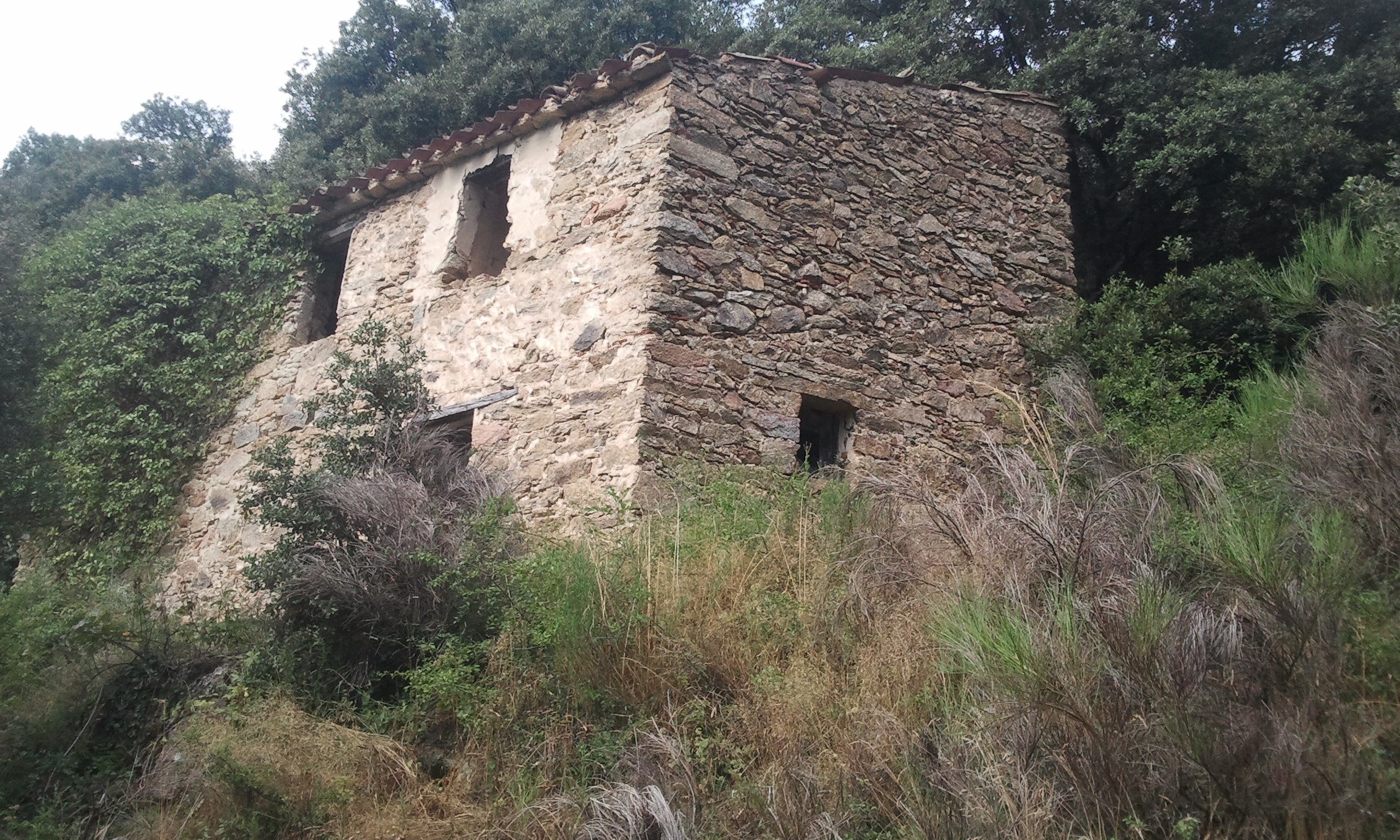
Deuxième maison du hameau de Fontanils

La commune de Fontanils comprenait les lieux suivants :
- lo Bantos (le Ventous) ;
- Casa Nova de Sant Germa ;
- lo Cortal de Rigall ;
- Falgas ;
- la Falgasse ;
- Fontanils ;
- mas de la Guardia ;
- el Guillat ;
- mas Llagagnos ;
- Moli d'Amont ;
- Moli d'en Muse ;
- Moli de Sant Germa ;
- mas d'en Panne ;
- Prat del Puig ;
- mas d'en Prats ;
- la Ria ;
- Rigall ;
- el Ripoll ;
- lo Senyoral ;
- mas Torrent ;
- Tour de Falgas ;
- Tour de Fontanils ;
- mas de Sainte-Croix.

Certains de ces lieux sont aujourd'hui ruinés ou abandonnés.

## Toponymie

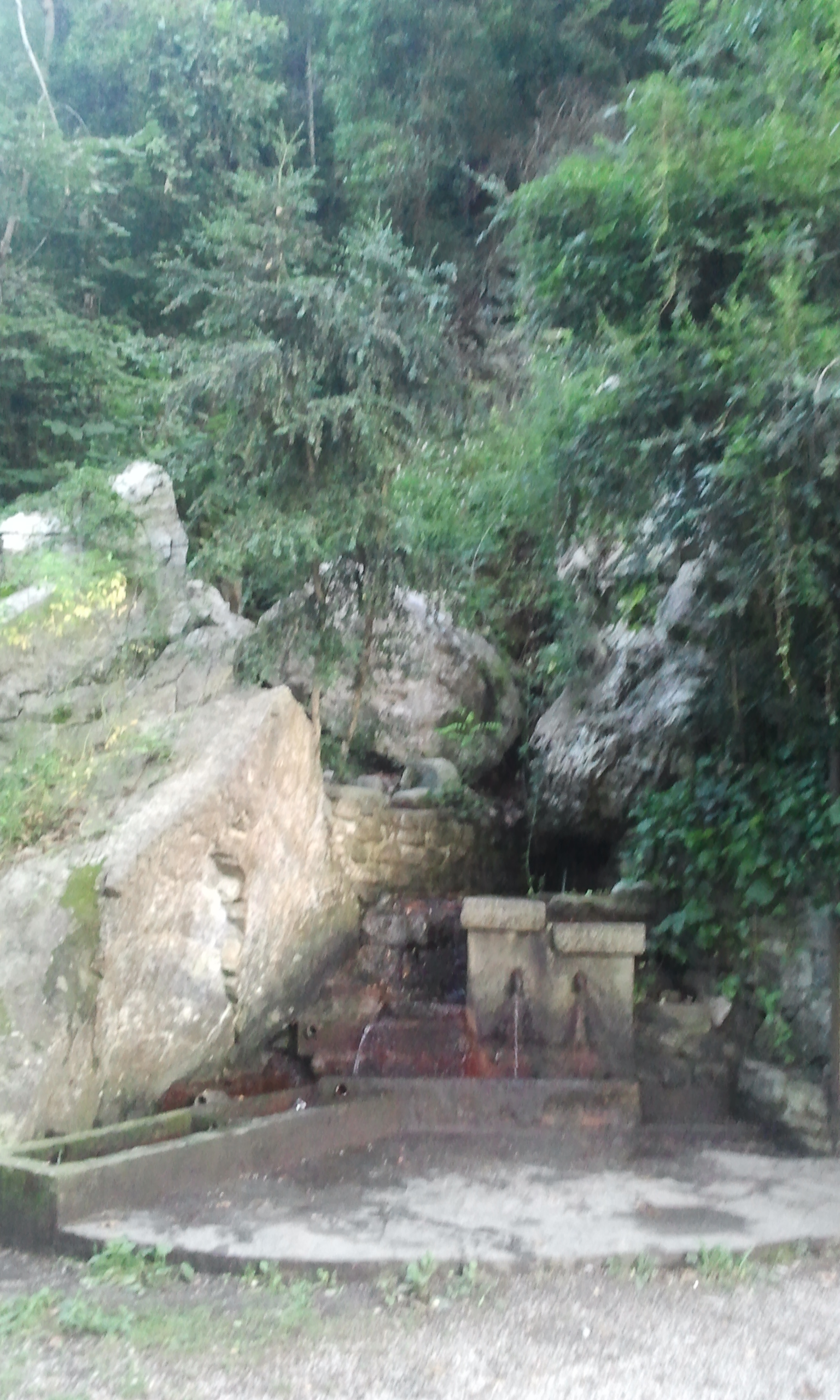
Font dels Boixos à Fontanils

Fontanils vient de font, terme catalan pour fontaine ; "ils" est un diminutif. Le nom catalan  traditionnel est Fontanyls, normalisé ensuite en Fontanills.

## Histoire
La commune de Fontanils est rattachée à Arles-sur-Tech le 10 mars 1823.

## Politique et administration

### Canton
En 1790, la commune de Fontanils est incluse dans le nouveau canton d'Arles, dont elle fait encore partie après son rattachement avec la commune d'Arles en 1823.

## Démographie
La population est exprimée en nombre de feux (f) ou d'habitants (H).
| 1378 | 1709 | 1720 | 1730 | 1755 | 1767  | 1774 | 1789 | 1790  |
| ---- | ---- | ---- | ---- | ---- | ----- | ---- | ---- | ----- |
| 8 f  | 9 f  | 10 f | 10 f | 23 f | 109 H | 20 f | 16 f | 101 H |

| 1794 | 1795 | 1796 | 1800 | 1806 | 1820  | - | - | - |
| ---- | ---- | ---- | ---- | ---- | ----- | - | - | - |
| 98 H | 21 H | 93 H | 93 H | 78 H | 105 H | - | - | - |

Note : À partir de 1826, les habitants de Fontanils sont recensés avec ceux d'Arles-sur-Tech.

## Culture locale et patrimoine

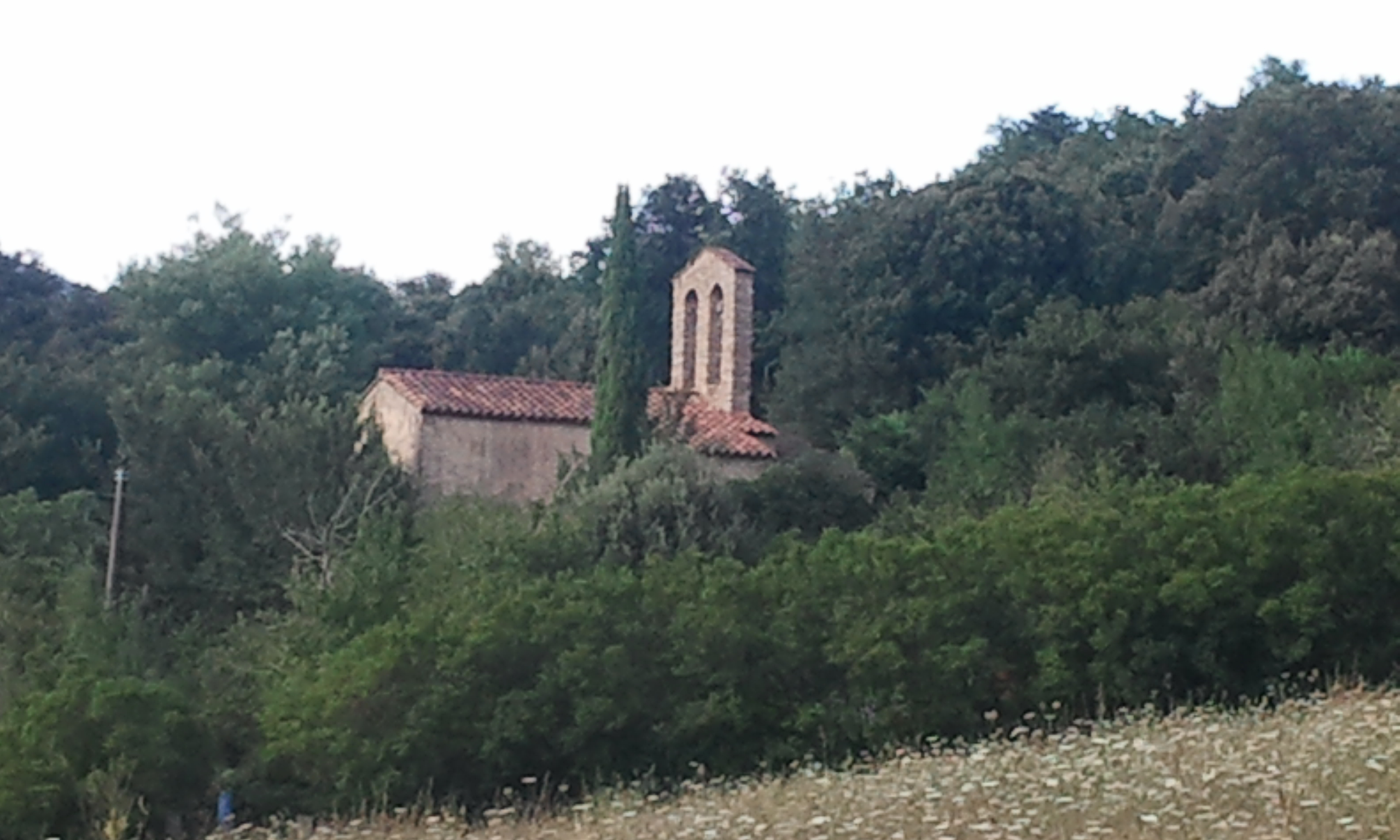
L'église Sainte-Croix de Quercorb

- Église Sainte-Croix de Quercorb[1]